# Bembidion idonium
Bembidion idonium är en skalbaggsart som beskrevs av Thomas Casey. Bembidion idonium ingår i släktet Bembidion och familjen jordlöpare. Inga underarter finns listade i Catalogue of Life.